# Llavor de gira-sol

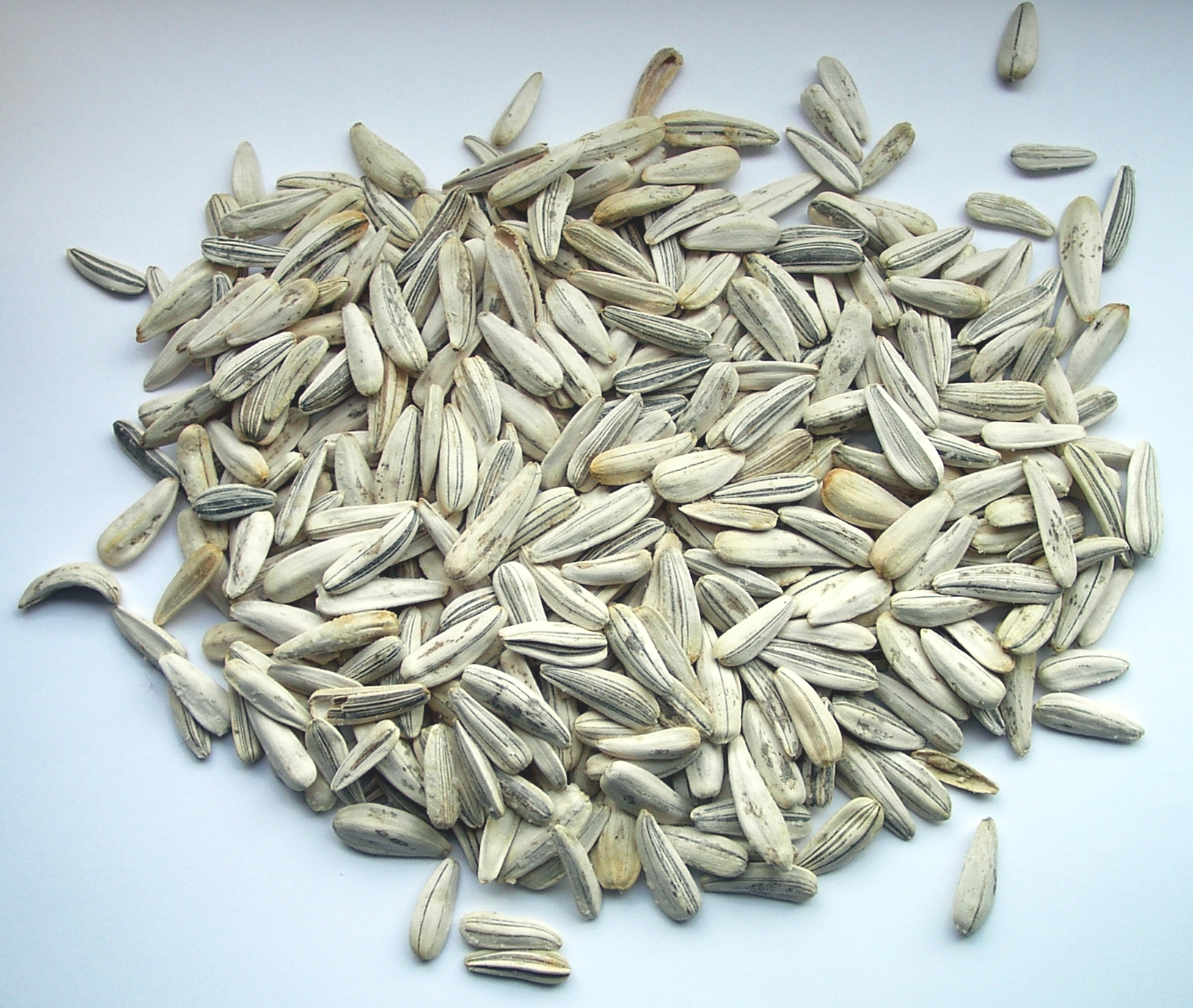
Pipes de gira-sol salades.

Les llavors de gira-sol o llavors de meravella (col·loquialment pipes, o pepides o pipides de gira-sol) són un fruit sec obtingut de les llavors (aquenis) de la planta anomenada comunament gira-sol (Helianthus annuus). Es consumeixen com a aperitiu, rebutjant-ne l'embolcall natural (pericarpi). Hi ha diferents varietats de pipes, segons la cultivar de gira-sol. A més d'emprar-se en alimentació humana, algunes s'usen en alimentació animal, especialment d'aviram, i en aquest cas no se salen.

## Història
Originàriament, el gira-sol silvestre procedeix d'Amèrica del Nord, encara que la comercialització de la planta va arribar per primera vegada a Rússia. Tanmateix, els nadius americans ja la conreaven. La producció de pinyols era diversa: n'hi havia del color de la mel, blanc, vermell i la varietat més coneguda, que era la llavor amb ratlles blanques i negres.
Aquests nadius usaven les llavors de diversa manera: podien moldre la llavor i usar-la per fer coques en forma de pa. De vegades barrejaven les llavors amb faves, carabasses o blat de moro. És molt probable que fins i tot fabriquessin un oli que feien servir en l'elaboració del pa. Altres usos diferents de l'alimentari eren com a colorant, per a tenyir roba o el cos, amb funció decorativa, i com a oli, emprat en la pell i el cabell. Hi havia cerimònies en les quals tant la llavor de gira-sol com la planta mateixa eren un element que s'usava.

## Valor nutritiu
Les llavors de gira-sol són un aliment hipergràs, molt ric en minerals i en algunes vitamines. Contenen, per cada 100 g de producte, 49,57 g de lípids, 8,76 g de glúcids i 22,78 g de proteïnes. Tenen un percentatge de matèria seca de 92,53%, d'extracte eteri de 32,65%, de fibra crua de 26,61%, de cendres de 3,72% i d'extracte lliure de nitrogen del 16,08%. El valor energètic per cada 100 g és de 570 kcal o 2.390 kJ. Quant a la composició en vitamines i minerals (per cada 100 g de producte) destaquen, per l'alt contingut, el fòsfor, amb 705 mg, el magnesi, amb 354 mg, i la vitamina E, amb 4,5 mg.

## Comercialització

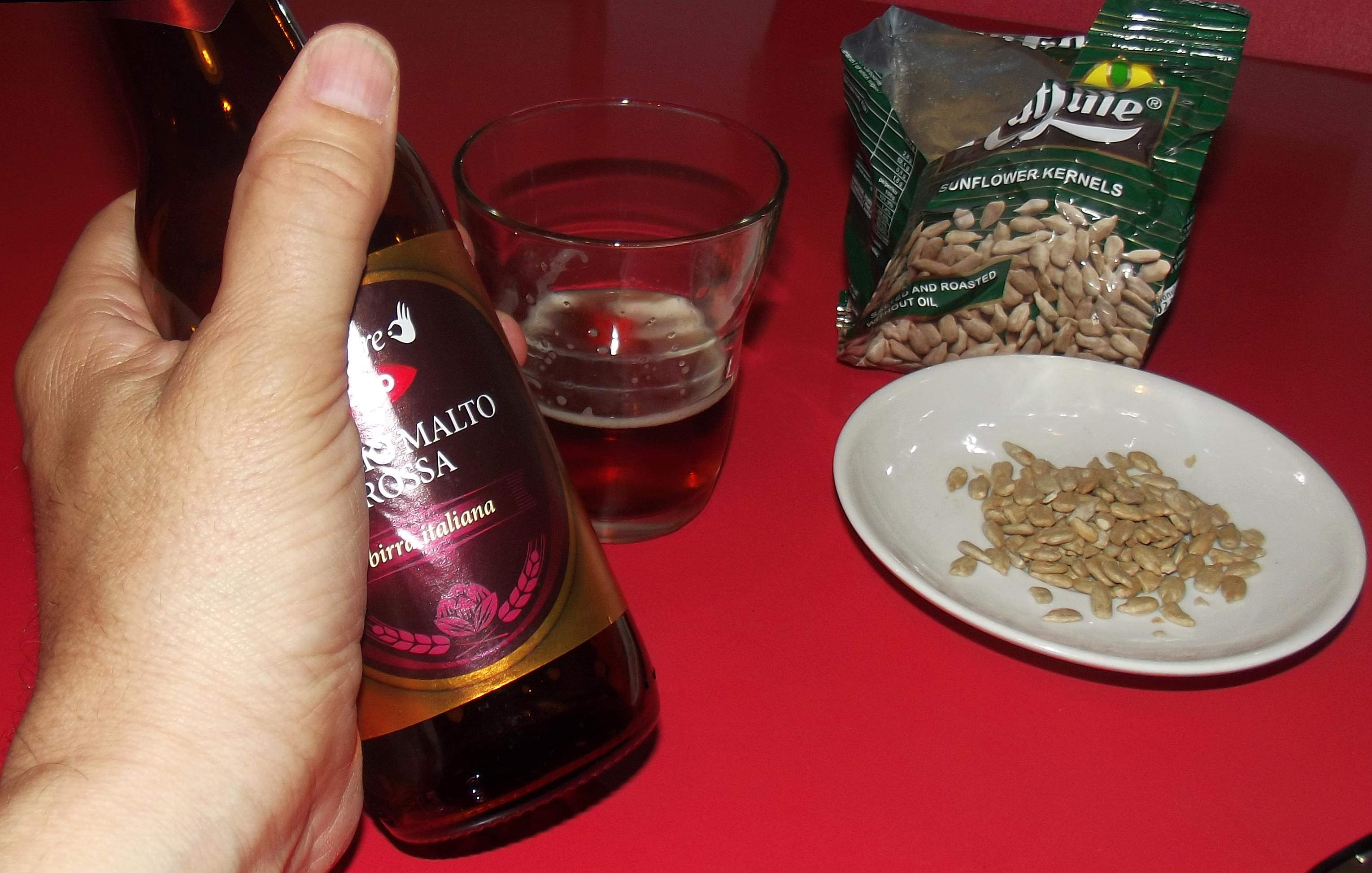
Pipes pelades.

Es comercialitzen torrades amb sal o sense. També és possible trobar-ne sense la closca; reben llavors el nom de "llavors pelades".

## Països productors[4]
| Principals productors (milions de tones mètriques) | Principals productors (milions de tones mètriques) |
| -------------------------------------------------- | -------------------------------------------------- |
| Ucraïna                                            | 11                                                 |
| Rússia                                             | 10,6                                               |
| Argentina                                          | 3,1                                                |
| R.P. de la Xina                                    | 2,4                                                |
| Romania                                            | 2.1                                                |
| Estats Units                                       | 1,8                                                |
| Turquia                                            | 1,0                                                |
| Bulgària                                           | 0,9                                                |
| Sud-àfrica                                         | 0,7                                                |
| Sèrbia                                             | 0,5                                                |
| Total mundial                                      | 44,5                                               |
| Font: FAO (FAOSTAT)                                |                                                    |